# Свети Николай (Елин Пелин)
„Свети Николай Чудотворец“ е православна църква, разположена в центъра на град Елин Пелин, България.

## История
Църквата е построена през 1846 година. Храмът е обявен за паметник на културата заради ценните си стенописи.
През 2006 година, по повод нейната 160-а годишнина, църквата е разширена и реставрирана.

## Съвремие
Храмовият празник е на 6 декември – Никулден.